# Gold (álbum de Scorpions)
Gold es un álbum recopilatorio de doble disco compacto de la banda alemana de hard rock y heavy metal Scorpions, publicado en 2006 por Hip-O Records, una semana después que EMI Music lanzara el compilado No. 1's. Es uno de sus compilados más completos ya que contiene canciones desde el disco debut Lonesome Crow de 1972 hasta el material inédito de 2002, recorriendo así treinta años de trayectoria. Las canciones al interior de los discos están ordenados de acuerdo al año de publicación, del más antiguo al más reciente. El primer disco contiene canciones desde 1972 hasta 1982 y el segundo desde 1982 hasta el 2002.

## Lista de canciones

### Disco uno
| N.º | Título                      | Escritor(es)                                                                     | Duración |  |
| 1.  | «It all Depends»            | Rudolf Schenker, Klaus Meine, Michael Schenker, Lothar Heimberg, Wolfgang Dziony | 3:24     |  |
| 2.  | «Speedy's Coming»           | Schenker, Meine                                                                  | 3:33     |  |
| 3.  | «In Trance»                 | Schenker, Meine                                                                  | 4:43     |  |
| 4.  | «Pictured Life»             | Schenker, Meine, Uli Jon Roth                                                    | 3:23     |  |
| 5.  | «Catch Your Train»          | Schenker, Meine                                                                  | 3:34     |  |
| 6.  | «Virgin Killer»             | Roth                                                                             | 3:42     |  |
| 7.  | «Steamrock Fever»           | Schenker, Meine                                                                  | 3:37     |  |
| 8.  | «We'll Burn the Sky»        | Schenker, Monika Dannemann                                                       | 6:27     |  |
| 9.  | «The Sails of Charon»       | Roth                                                                             | 4:23     |  |
| 10. | «Top of the Bill» (en vivo) | Schenker, Meine                                                                  | 6:47     |  |
| 11. | «Loving you Sunday Morning» | Schenker, Meine, Herman Rarebell                                                 | 5:37     |  |
| 12. | «Holiday»                   | Schenker, Meine                                                                  | 6:30     |  |
| 13. | «Lovedrive»                 | Schenker, Meine                                                                  | 4:48     |  |
| 14. | «The Zoo»                   | Schenker, Meine                                                                  | 5:30     |  |
| 15. | «Can't Live Without You»    | Schenker, Meine                                                                  | 3:46     |  |
| 16. | «Dynamite»                  | Schenker, Meine, Rarebell                                                        | 4:13     |  |
| 17. | «Blackout»                  | Schenker, Meine, Rarebell, Sonja Kittelsen                                       | 3:47     |  |

### Disco dos
| N.º | Título                      | Escritor(es)                                  | Duración |  |
| 1.  | «No One Like You»           | Schenker, Meine                               | 3:57     |  |
| 2.  | «Rock You Like a Hurricane» | Schenker, Meine, Rarebell                     | 4:12     |  |
| 3.  | «Big City Nights»           | Schenker, Meine                               | 4:08     |  |
| 4.  | «Still Loving You»          | Schenker, Meine                               | 6:25     |  |
| 5.  | «Rhythm of Love»            | Schenker, Meine                               | 3:48     |  |
| 6.  | «Believe In Love»           | Schenker, Meine                               | 5:23     |  |
| 7.  | «I Can't Explain»           | Pete Townshend                                | 3:22     |  |
| 8.  | «Tease Me Please Me»        | Schenker, Meine, Matthias Jabs, Jim Vallance  | 4:43     |  |
| 9.  | «Don't Believe Her»         | Schenker, Meine, Rarebell, Vallace            | 4:54     |  |
| 10. | «Wind of Change»            | Meine                                         | 5:11     |  |
| 11. | «Send Me an Angel»          | Schenker, Meine                               | 4:32     |  |
| 12. | «Hit Between the Eyes»      | Schenker, Meine, Rarebell, Vallance           | 4:32     |  |
| 13. | «Alien Nation»              | Schenker, Meine                               | 5:44     |  |
| 14. | «Under the Same Sun»        | Schenker, Meine, Mark Hudson, Bruce Fairbairn | 4:52     |  |
| 15. | «Woman»                     | Schenker, Meine                               | 5:55     |  |
| 16. | «Over the Top»              | Jabs                                          | 4:23     |  |
| 17. | «Cause I Love You»          | Schenker, Meine                               | 3:44     |  |